# Lantchyn
Lantchyn (ukrainien : Ланчин) est une commune urbaine de l'oblast d'Ivano-Frankivsk, en Ukraine. Elle compte 7 855 habitants en 2021.